# Az 1994. évi téli olimpia magyarországi résztvevőinek listája
Az 1994. évi téli olimpiai játékokon a magyar csapat tagjaként 5 férfi és 11 női sportoló vett részt. Az olimpia műsorán szereplő tizenkét sportág ill. szakág közül ötben indult magyar versenyző. A magyarországi résztvevők száma az egyes sportágakban ill. szakágakban a következő (zárójelben a magyar indulókkal rendezett versenyszámok száma, kiemelve az egyes oszlopokban előforduló legmagasabb érték, vagy értékek):
| Sportág, szakág    | Helyezések száma | Helyezések száma | Helyezések száma | Helyezések száma | Helyezések száma | Helyezések száma | Olimpiai pont | Magyar résztvevő | Magyar résztvevő | Magyar résztvevő |
| Sportág, szakág    | 1.               | 2.               | 3.               | 4.               | 5.               | 6.               | Olimpiai pont | Férfi            | Nő               | Össz.            |
| Alpesisí (8)       | 0                | 0                | 0                | 0                | 0                | 0                | 0             | 1                | 4                | 5                |
| Biatlon (5)        | 0                | 0                | 0                | 0                | 0                | 0                | 0             | 1                | 4                | 5                |
| Bob (1)            | 0                | 0                | 0                | 0                | 0                | 0                | 0             | 2                | 0                | 2                |
| Gyorskorcsolya (2) | 0                | 0                | 0                | 0                | 0                | 0                | 0             | 0                | 1                | 1                |
| Műkorcsolya (2)    | 0                | 0                | 0                | 0                | 0                | 0                | 0             | 1                | 2                | 3                |
|                    |                  |                  |                  |                  |                  |                  |               |                  |                  |                  |
| Összesen           | 0                | 0                | 0                | 0                | 0                | 0                | 0             | 5                | 11               | 16               |

## ABC-rendi bontás
A következő táblázat ABC-rendben sorolja fel azokat a magyarországi sportolókat, akik az olimpián részt vettek. Lásd még: sportágankénti ill. szakágankénti bontás.
| Ábécé szerinti tartalomjegyzék                                                                           |
| --- |
| A, Á B C Cs D Dz Dzs E, É F G Gy H I, Í J K L Ly M N Ny O, Ó Ö, Ő P Q R S Sz T Ty U, Ú Ü, Ű V W X Y Z Zs |

| Sportoló | Sportág, szakág | Versenyszám | Helyezés (elért eredmény) |

## B
| Bereczki Brigitta | biatlon     | női 7,5 km-es sprint          | 65. hely (30:42,4 – 4 lövőhiba)   |
| Bereczki Brigitta | biatlon     | női 15 km-es egyéni indításos | 65. hely (1:02:14,2 – 7 lövőhiba) |
| Bereczki Brigitta | biatlon     | női 4 × 7,5 km váltó          | 17. hely (2:08:27,6 – 5 lövőhiba) |
| Berkes Enikő      | műkorcsolya | jégtánc                       | 20. hely (40,0)                   |
| Bónis Attila      | alpesisí    | férfi alpesi összetett        | 30. hely (3:34,76)                |
| Bónis Attila      | alpesisí    | férfi műlesiklás              | 22. hely (2:20,43)                |
| Bónis Attila      | alpesisí    | férfi szuperóriás-műlesiklás  | 45. hely (1:38,83)                |
| Bozsik Anna       | biatlon     | női 7,5 km-es sprint          | 46. hely (29:04,4 – 2 lövőhiba)   |
| Bozsik Anna       | biatlon     | női 4 × 7,5 km váltó          | 17. hely (2:08:27,6 – 5 lövőhiba) |

## C
| Czakó Krisztina | műkorcsolya | női egyéni | 11. hely (17,00) |

## E
| Egyed Krisztina | gyorskorcsolya | női 500 m  | 30. hely (42,29)   |
| Egyed Krisztina | gyorskorcsolya | női 1000 m | 34. hely (1:24,71) |

## F
| Frankl Nicholas | bob | férfi kettes | 28. hely (3:37,06) |

## Gy
| Gyulai Miklós   | bob     | férfi kettes                  | 28. hely (3:37,06)                |
| Holéczy Beatrix | biatlon | női 15 km-es egyéni indításos | 61. hely (1:00:43,9 – 4 lövőhiba) |
| Holéczy Beatrix | biatlon | női 4 × 7,5 km váltó          | 17. hely (2:08:27,6 – 5 lövőhiba) |

## K
| Keszthelyi Szvetlana | alpesisí | női alpesi összetett       | a műlesiklás 1. futamában kiesett |
| Keszthelyi Szvetlana | alpesisí | női lesiklás               | 39. hely (1:43,33)                |
| Keszthelyi Szvetlana | alpesisí | női műlesiklás             | 25. hely (2:09,00)                |
| Keszthelyi Szvetlana | alpesisí | női szuperóriás-műlesiklás | 41. hely (1:30,21)                |
| Koch Éva             | alpesisí | női óriás-műlesiklás       | az 1. futamban kiesett            |

## L
| Litter Ágnes | alpesisí | női műlesiklás | 28. hely (2:35,61) |

## P
| Panyik János | biatlon | férfi 10 km sprint           | 33. hely (31:04,3 – 2 lövőhiba)   |
| Panyik János | biatlon | férfi 20 km egyéni indításos | 31. hely (1:01:41,6 – 4 lövőhiba) |

## R
| Rácz Ofélia | alpesisí | női alpesi összetett | a műlesiklás 1. futamában kiesett |
| Rácz Ofélia | alpesisí | női műlesiklás       | az 1. futamban kiesett            |

## Sz
| Szemcsák Éva | biatlon | női 4 × 7,5 km váltó | 17. hely (2:08:27,6 – 5 lövőhiba) |

## T
| Tóth Szilárd | műkorcsolya | jégtánc | 20. hely (40,0) |

## Sportágankénti ill. szakágankénti bontás
A következő táblázat sportáganként sorolja fel azokat a magyarországi sportolókat, akik az olimpián részt vettek. Lásd még: ABC-rendi bontás.
| Alpesisí | Biatlon | Bob | Gyorskorcsolya | Műkorcsolya |

| Versenyszám | Sportoló | Helyezés (elért eredmény) |

## Alpesisí
| férfi alpesi összetett       | Bónis Attila         | 30. hely (3:34,76)                |
| férfi műlesiklás             | Bónis Attila         | 22. hely (2:20,43)                |
| férfi szuperóriás-műlesiklás | Bónis Attila         | 45. hely (1:38,83)                |
| női alpesi összetett         | Keszthelyi Szvetlana | a műlesiklás 1. futamában kiesett |
| női alpesi összetett         | Rácz Ofélia          | a műlesiklás 1. futamában kiesett |
| női lesiklás                 | Keszthelyi Szvetlana | 39. hely (1:43,33)                |
| női műlesiklás               | Keszthelyi Szvetlana | 25. hely (2:09,00)                |
| női műlesiklás               | Litter Ágnes         | 28. hely (2:35,61)                |
| női műlesiklás               | Rácz Ofélia          | az 1. futamban kiesett            |
| női óriás-műlesiklás         | Koch Éva             | az 1. futamban kiesett            |
| női szuperóriás-műlesiklás   | Keszthelyi Szvetlana | 41. hely (1:30,21)                |

## Biatlon
| férfi 10 km sprint            | Panyik János      | 33. hely (31:04,3 – 2 lövőhiba)   |
| férfi 20 km egyéni indításos  | Panyik János      | 31. hely (1:01:41,6 – 4 lövőhiba) |
| női 7,5 km-es sprint          | Bereczki Brigitta | 65. hely (30:42,4 – 4 lövőhiba)   |
| női 7,5 km-es sprint          | Bozsik Anna       | 46. hely (29:04,4 – 2 lövőhiba)   |
| női 15 km-es egyéni indításos | Bereczki Brigitta | 65. hely (1:02:14,2 – 7 lövőhiba) |
| női 15 km-es egyéni indításos | Holéczy Beatrix   | 61. hely (1:00:43,9 – 4 lövőhiba) |
| női 4 × 7,5 km váltó          | Bereczki Brigitta | 17. hely (2:08:27,6 – 5 lövőhiba) |
| női 4 × 7,5 km váltó          | Bozsik Anna       | 17. hely (2:08:27,6 – 5 lövőhiba) |
| női 4 × 7,5 km váltó          | Holéczy Beatrix   | 17. hely (2:08:27,6 – 5 lövőhiba) |
| női 4 × 7,5 km váltó          | Szemcsák Éva      | 17. hely (2:08:27,6 – 5 lövőhiba) |

## Bob
| férfi kettes | Frankl Nicholas | 28. hely (3:37,06) |
| férfi kettes | Gyulai Miklós   | 28. hely (3:37,06) |

## Gyorskorcsolya
| női 500 m  | Egyed Krisztina | 30. hely (42,29)   |
| női 1000 m | Egyed Krisztina | 34. hely (1:24,71) |

## Műkorcsolya
| női egyéni | Czakó Krisztina | 11. hely (17,00) |
| jégtánc    | Berkes Enikő    | 20. hely (40,0)  |
| jégtánc    | Tóth Szilárd    | 20. hely (40,0)  |